# (1512) Oulu
(1512) Oulu es un asteroide perteneciente al cinturón exterior de asteroides, dentro del grupo de Hilda, descubierto el 18 de marzo de 1939 por Heikki A. Alikoski desde el observatorio de Iso-Heikkilä en Turku, Finlandia.
Está nombrado por Oulu, ciudad de Finlandia donde nació el descubridor.